# Henri Guiter
Henri Guiter (en catalan Enric Guiter), né à Céret (Pyrénées-Orientales) le 14 juin 1909 et mort à Perpignan (Pyrénées-Orientales) le 15 avril 1994, est un linguiste français, spécialiste du catalan et de l'occitan.

## Biographie
Docteur en sciences physiques et en lettres, Henri Guiter est professeur de linguistique romane à l'Université Paul-Valéry de Montpellier jusqu'en 1978.
Il est principalement connu pour son importante contribution à l'étude de la dialectologie du catalan et de l'occitan. D'abord dans sa région d'origine avec l'Atlas Linguistique des Pyrénées Orientales puis étudie les parlers nord-occitans du Massif Central. 
Il étudie le dialecte minorquin pour son travail de thèse. Ses travaux portent également sur le lexique animal, les proverbes et la dialectométrie.
En 1962, il est élu majoral du Félibrige.
C'est un des fondateurs en 1965 de la revue Terra Nostra, parution bilingue nord-catalane consacrée à la culture et l'histoire des Pyrénées-Orientales.
Il a été membre du Grup Rossellonès d'Estudis Catalans (GREC) et de l'Institut Rossellonès d'Estudis Catalans.

## Publications

### Ouvrages
- Étude de linguistique historique du dialecte minorquin (1943)
- Atlas linguistique des Pyrénées-Orientales (1966)
- Cançó de juny (1951), poesia
- De porpra i d'or (1957), poesia
- Teló de boca (1952), teatre
- Contes a Pipiu (1960) narracions
- Proverbes et dictons catalans (1969)

### Articles
- « Algunes infiltracions del lèxic occità en el domini lingüístic català » in Estudis Romànics, (1948)
- « Phénomènes de palatalisation dans la haute Ariège » in Revue des Langues Romanes (1950)
- « Faits de fermeture vocalique dans quelques hautes vallées catalanes » in Revue des Langues Romanes (1952)
- (es) « Vocabulari de la cultura de la vinya al Rosselló », Anales del Instituto de Lingüística, Mendoza : Facultad de Filosofía y Letras de la Universidad Nacional de Cuyo,‎ 1952, p. 83-131 (lire en ligne)
- « Quelques enseignements du lexique paysan » in Bulletin de la Société des Pyrénées-Orientales (1954 i 1955)
- « Le développement d'un monastère bénédictin à l'époque carolingienne : Saint-André d'Eixalada - Saint-Michel de Cuixà », Bulletin philologique et historique du Comité des travaux historiques et scientifiques, Paris,‎ 1969, p. 649-658